# فيليب مكمان
فيليب مكمان (بالإنجليزية: Philip McMahon)‏ هو لاعب كرة القدم الغالية أيرلندي، ولد في 5 سبتمبر 1987 في دبلن في جمهورية أيرلندا.